# 233459 Gregquicke
233459 Gregquicke è un asteroide della fascia principale esterna. Scoperto nel 2006, presenta un'orbita caratterizzata da un semiasse maggiore pari a 3,120380 UA e da un'eccentricità di 0,172745, inclinata di 16,148138° rispetto all'eclittica. Ha un diametro di 5,576 km e un'albedo di 0,043.
È dedicato a Greg Quicke, astronomo amatoriale ed autore televisivo australiano.